# Илијада
Илијада је јуначки епски спев. Претпоставља се да је настао у 8. веку пре нове ере у грчким колонијама у Малој Азији. Облик у коме је Илијада дошла до нас добила је у 6 веку пре. н. е. у Атини у време Пизистрата (владао Атином са прекидима од 560. п. н. е. до 527. п. н. е.). Пизистрат је установио Панатински празник о коме су се рецитовале Хомерове песме. У ту сврху у атичкој редакцији припремљена су државна издања тих песама. Ауторство се приписивало Хомеру. Међутим, нема ниједног поузданог податка о животу Хомера због чега се у његову историчност сумња. У вези с тим настало је у науци хомерско питање.
Илијада је подељена у 24 књиге. Поделу су установили испитивачи Илијаде у Александрији.
Основни мотив Илијаде је срџба најбољег ахајског јунака, Ахила.
Време радне спева је 12. век п. н. е. у околини Троје, пред сам Тројански рат и има 15.696 стиха, испеваних певним хексаметром и повезаних главним јунацима и догађајима. У спеву су присутни митови и стварност, хероизам и идила, трагика и комика, као и авантура и филозофија.

## Историјска позадина епа
Вероватно је у основи овог епа неки значајан историјски догађај, будући да у усменој традицији старих Хелена у вези са Тројанским ратом постоји велики број песама.
У епу је приказана критско-микенска цивилизација.
Еп је назван Илијада по Илију, што је други назив града Троје.
Троја или Илиј је град из периода микенске културе у северозападној Малој Азији у области коју су Хелени називали Троада. Њени остаци су пронађени седамдесетих година 19. века приликом археолошких ископавања које је предузео Хајнрих Шлиман. Он је испод брежуљка Хисарлик пронашао трагове 9 насеља, једно поврх другог. За друго насеље одоздо сматрао је да је Троја. Шлиману се прикључио и његов рад наставио немачки археолог Дерпфелд који је установио да је Хомерова Троја шесто насеље одоздо. То насеље се у свему поклапало са Хомеровим описом Троје. Остатке тог насеља Дерпфелд је упоредио са Шлимановим археолошким налазима при ископавању Микене и Тиринта и том приликом утврдио да се они у потпуности поклапају и да је Троја била град из периода микенске културе.
Садржај Илијаде је преузет из прича о Тројанском рату. У старини се у историчност тог рата није сумњало. Вероватно је био у питању знатан догађај пошто је за њега везан велики број митова, који су послужили као грађа за велики број епова.
Постоји неколико претхомерских цикличких епопеја са тематиком из Тројанског рата – Кипарска песма, Етиопида, Илијада мала, Разорење Троје, Повратак. Ови циклички епови нису сачувани. О њиховом садржају налазимо обавештења у прозним изводима Граматичке хрестоматије неког Прокла, затим у тзв. Илијским плочама...

## Структура и композиција
Према традицији Тројански рат је трајао десет година. Песник Илијаде приказује само краћи временски одсек из тог рата – догађаје из десете године рата, који обухватају период од 51 дана.
Основни мотив епа је срџба тесалског краља Ахилеја, највећег грчког јунака под Тројом (полубог, мајка му је Тетида, морска богиња, отац смртник Пелеј). Врховни заповедник Агамемнон отео му је лепу робињицу Брисеиду. Расрђен таквим поступком, Ахилеј се повлачи из боја. Грци долазе у тешку ситуацију, јер их Тројанци потискују и готово им освајају табор. Ахилеј се враћа у борбу тек пошто је главни тројански јунак Хектор убио Патрокла, Ахилејевог најбољег пријатеља. У двобоју Ахилеј убија Хектора. Спев се завршава његовим погребом.
Тај мотив, заједно са мотивом Зевсове одлуке да Ахајци претрпе низ пораза и тако освети повређена Ахилеја, (пошто Тетида измоли Зевса да освети њеног сина) даје јединство овом епу и унутрашњу повезаност радње.
Садржај епа се може поделити на 4 дела. У првом делу Ахилеј се повлачи из борбе после сукоба са Агамемноном који му отима робињицу. До сукоба је дошло на скупштини коју је Ахилеј сазвао јер ахајску војску мори куга. Разлог томе је Аполонова освета. Наиме, Аполонов свештеник Хрис је грубо одбијен када је дошао да тражи своју ћерку а која је припала као ратни плен Агамемнону. У другом делу описане су 3 борбе између Тројанаца и Ахајаца. Тројанци долазе до табора Ахајаца и пале њихове бродове. У двобоју са Хектором гине Патрокло, Ахилејев најбољи пријатељ. Ахилеј се враћа у борбу да освети Патрокла.
У трећем делу је приказана освета Ахилејева и погибија Хекторова. Ахилеј скрнави мртво тело тројанског јунака. У четвртом делу Ахилеј предаје Хекторово тело његовом оцу Пријаму.
Приповедање почиње in medias res. Песник нас одмах уводи у средиште збивања обавештавајући нас о предмету певања. Аристотел такав начин истиче као одличан у својој Поетици.
Као устаљени део епа јавља се на почетку инвокација, молба упућена богињи певања да помогне песнику. У овом случају инвокација има императивни карактер – срџбу ми певај Ахилеја Пелеју сина...
На самом почетку је приказано како је дошло до сукоба и шта је изазвало Ахилејеву срџбу.
Даљи развој радње песник успорава средствима ретардације - дигресијама, поређењима, понављањима.

### Књига I
Песник на почетку зазива Музу да му пева о срџби Ахилејевој и о поразима који су због ње стигли Ахајце под Тројом. Затим прелази на приповедање догађаја залазећи одмах ин медиас рес: у ахајски табор долази Аполонов свештеник Хрис да откупи кћерку коју су Ахајци били заробили и дали је као почасни дар своме вођи краљу Агамемнону. Агамемнон га осорно прими и љутито одбије његову молбу. Повређени Хрис замоли Аполона да казни Ахајце. Аполон за казну пошаље кугу на ахајску војску, те настане грозан помор и људи и животиња. Да би умирио бога, Ахилеј сазове скупштину Ахајаца у којој врач Калхант на подстицај Ахилејев изјави да се Аполон разљутио на Ахајце зато што су увредили Хриса. Ахилеј тада позове Агамемнона да врати Хрису кћерку, а Агамемнон након врло оштре свађе с Ахилејем изјави да је спреман то учинити, али да ће у замену узети најмилију Ахилејеву робињу Брисеиду, коју је Ахилеј био добио од Ахајаца као награду за своје јунаштво. Премда се томе жестоко успротивио стари и мудри јунак Нестор, краљ Пилоса, Агамемнон ипак изврши своју претњу и нареди да се из шатора Ахилејева одведе лепа Брисеида. Ахилеј распаљен том неправдом одлучи да више неће помагати у рату ни Агамемнону ни његовој војсци. Ту му одлуку одобри и мајка, морска богиња Тетида, којој се јунак потужио на увреду, и уједно му обећава да ће га осветити. Тетида одлази на Олимп Зевсу и потужи му се због увреде нанесене њеном сину, а Зевс јој обећа да ће Ахајци дотле бити несретни у боју док се не помире с Ахилејем и док му не дају пуно задовољење за увреду. Међутим, то није по вољи богињи Хери, жени Зевсовој, која воли и штити Ахајце, и она се због тога стане жестоко препирати са Зевсом; то узбуни и ражалости све остале богове, али их напокон развесели Хефест.

### Књига II
Да би Зевс одржао обећање које је дао Тетиди и осветио неправду нанесену Ахилеју, шаље Агамемнону Сан. Он у Несторовом лику приступа Агамемнонову лежају и наговара га да што пре заметне бој јер ће освојити Троју. У зору сазива Агамемнон старешине у скупштину. Ту им открива свој сан и говори о потреби да се што пре спреми војска за напад. Но пре тога хоће да искуша расположење народа. Зато им неће рећи шта је управо сањао, него ће им рећи да је најбоље за Ахајце да се врате кући јер неће никада заузети Троју. Мислио је да ће Ахајци сматрати срамотом повлачити се од Троје, а да је нису заузели. То ће их, мислио је Агамемнон, још јаче подстаћи на борбу. Старешине се слажу с Агамемноновим предлогом. Након тога сазивају народ у скупштину, где Агамемнон спомиње тешкоће и подсећа их на децу и жене које их код куће чекају. На крају им предлаже да пођу кући јер им није суђено да заузму Троју. Против његовог очекивања, народ почне клицати од весеља, те сви појуре ка лађама да се спреме за дуго жељени повратак у домовину. По наговору Атене Одисеј, пун огорчења и боли, зауставља својом речитошћу народ који се враћа у скупштину. Народ се умирује, сви су заузели своја места, само се још буни Терсит који оштрим речима напада Агамемнона. Кад је Одисеј сурово ућуткао Терсита, настане у скупштини гробна тишина. Одисеј подстиче народ на храброст говорећи да ће им ипак успети освојити Троју. Након њега говори Нестор, који наговара народ да се стрпи и устраје у борби, а Агамемнона подстиче да спрема народ за борбу. Агамемнон наређује да сви добро припреме оружје и коње, а прети кукавицама и онима који буду избегавали борбу. Након оштрих његових речи Ахајци се разилазе ка лађама и почну спремати ручак. Агамемнон закоље бика у част Зевса и моли да им даде разорити Троју. Старешине се код Агамемнона часте месом и вином. Тада устаје Нестор и позива све да се прихвате ратнога посла. Вође се разилазе и уређују војску. Песник се спрема на бројање хероја и народа Хеладе и Азије који учествују у тројанском рату. Он сматра то врло тешким послом и зато у опширном облику зазива заносно у помоћ све Музе. Следи попис у којем се броје лађе, племена и вође који су с Агамемноном дошли под Троју. Из тог набрајања види се да је било 1.186 лађа на којима су се Ахајци довезли под Троју. У исто време спремају се у бој и Тројанци те се броје и њихове вође и чете.

### Књига III
Кад су се обе војске са својим вођама поређале, примакну се једна другој. Тада Парис (Александар) изазове на борбу најбоље ахајске јунаке. Менелај га угледа и сав срећан прихвати борбу. Чим Парис угледа Менелаја, побегне међу Тројанце. Брат Хектор га зато оштро изгрди. Парис тада замоли Хектора нека предложи Ахајцима да се помире с Тројанцима, а он ће изићи на двобој с Менелајем, па који од њих победи, њему нека припадне Хелена. Хектор износи тај предлог, који обе војске радосно прихвате. Но Менелај затражи да дође сам Пријам који ће се заклети чврстом вером да ће се уговор тачно извршити. Хектор пошаље у Троју два гласника да позову Пријама и доведу животиње које ће заклати као жртву у част боговима — сведоцима задате вере. У међувремену стигне Хелени Ирида и позове је да дође погледати двобој између њеног садашњег и пређашњега мужа. Она, обузета жељом за ранијим мужем, домовином и мајком, оде до Скејских врата и попне се на кулу, где се већ налазио старац Пријам с другим тројанским старешинама. Кад они угледају Хелену, позове је Пријам да им покаже поједине ахајске јунаке и каже њихова имена. Док она броји и показује ахајске јунаке, дођу гласници Пријаму те он оде колима на бојно поље. Ту им изађе у сусрет Агамемнон. Тада закољу жртву и изврше свечану заклетву према којој треба да Хелена припадне победнику па да се заврши рат. Парис и Менелај започну борбу. Менелај би био убио Париса да га не спаси Афродита. Она га обавије маглом и пренесе у његову кућу. Агамемнон тада објави победу Менелајеву и затражи да се све изврши онако како је заклетвом утврђено. Гробна тишина која завлада међу Тројанцима речити је доказ да је Агамемнон право рекао.

### Књига IV
Богови на Херин подстицај одлучују да Троја мора пасти. Богиња Атена сишавши с Олимпа на земљу у лику Лаодока, сина Тројанца Антенора, наговори Ликијца Пандара, гласовитог стрелца, који служи у тројанској војсци, нека устрели Менелаја па ће се тако још више прославити. Пандар, послушавши богињу, одапне, кршећи уговор, стрелу на Менелаја, али га не рани смртно, па му лекар Махаон брзо завије рану. Како је тиме уговор ипак прекршен, почну се обе војске спремати да ударе једна на другу. Пре битке обиђе Агамемнон ахајске чете те неке јунаке, као Идоменеја, Ајанта и Нестора, који су већ стајали у првим редовима спремни за борбу, хвали, а друге, као Менестеја, Одисеја и Диомеда, због њихове спорости и млитавости прекорева. Након тога обнови се бој, у којем падне велик број јунака и с једне и с друге стране. Тројанце подстичу на јунаштво од богова Арес и Аполон, а Ахајце уз остала божанства нарочито бодри Атена.

### Књига V
Бој се наставља свом жестином; на ахајској се страни највише истиче јунак Диомед, Тидејев син, којега у борби рани Пандар, али замало паде и сам од Диомедове руке. Диомед тешко рани након тога Енеју, сина Афродитина, који је покушао заштитити тело свога пријатеља Пандара, а био би га и убио да није сама Афродита притекла у помоћ своме сину. Али Диомед навали и на њу док је била забављена око сина, и рани је, па богиња одлети након тога на Олимп, а рањенога Енеју извуче из битке Аполон и одневши га у Троју позове бога Ареса да се умеша у бој: Арес послуша и похита у помоћ Тројанцима, а за кратко време врати се у бој и Енеја, потпуно чио и здрав. Ахајци се јуначки боре, а највише Диомед. Међутим, и њега Хектор ускоро толико потисне натраг да су богиње Хера и Атена присиљене да се заузму за Ахајце. Довезавши се у Тројанску равницу, Хера стане храбрити Ахајце, а Атена пође управљати Диомедовим бојним колима. Наговорен од богиње, Диомед рани копљем Ареса, који је у тој бици помагао Тројанцима. Рањен Арес одмах се врати на Олимп, где га Зевс излечи; мало затим долазе натраг и богиње Хера и Атена.

### Књига VI
У жестокој борби убију Ахајци много тројанских јунака. Они би били Тројанце потиснули у град да није врач Хелен, Пријамов син, рекао Хектору и Енеји нека задрже и охрабре народ, а затим нека Хектор пође у Троју и каже мајци Хекаби да пође с тројанским женама у храм богиње Атене и понесе јој на дар најлепши плашт. Том приликом нека се све жене помоле богињи и обећају јој свечане жртве не би ли се смиловала и заштитила Тројанце од великог покоља. Хектор послуша брата Хелена, охрабри Тројанце и пође у град. У међувремену изађу међу обе војске с тројанске стране Глаук, а с ахајске Диомед да се огледају у двобоју. Пре борбе препознају се њих двојица као унуци двојице некадашњих јунака који су били добри пријатељи. Зато они неће да се међусобно боре, него се договоре како ће избегавати међусобну борбу, и у знак пријатељства замене оружје. Диомед је код замене прошао боље јер је за своје медено добио златно оружје Глауково. Ето и Хектора код мајке с Хеленовом поруком. Жене пођу у храм, а Хектор потражи Париса. Кад га нађе, стане га грдити и терати у бој. Док се Парис оружа, пође Хектор своме дому да види милу жену и нејака синчића јер је слутио да их више неће видети. Но жене ни сина не нађе код куће, али сазна да је она са сином пошла на кулу код Скејских врата. Хектор се жури и управо кад хоће да изађе кроз Скејска врата на бојно поље, дође му у сусрет жена с дворкињом, која носи његова сина. Кад се Хектор опростио са женом и дететом, долази и Парис, те они полазе у бој са жељом да одбију од Троје Ахајце и спасе град.

### Књига VII
Хектор и Парис вративши се на бојиште стану љуто гонити Ахајце. Тада Хелен саветује брата Хектора да изазове најбоље ахајске јунаке на мејдан. Хектор то учини, али се ахајски јунаци дуго премишљају; напокон се ипак као први дигне Менелај и изјави да је спреман да изађе Хектору на мејдан, али му то забрани Агамемнон бојећи се да му брат не би погинуо. Онда се дигне наједном девет јунака, а жреб одлучи да се од њих има Ајант, син Теламонов, огледати с Хектором. Ајант изађе и састане се с противником; развије се оштра и дуга борба, која потраје све до ноћи, али коначно двобој заврши неодлучно. Тада се противници растану као прави јунаци обдаривши обилато један другога. Други дан долази до кратког примирја, и обе војске пале своје мртве, а Ахајци, осим тога, опашу своје лађе опкопом и зидом. Тада се спусти и ноћ тога другог дана; уморне се војске стану гостити, а Зевс почне страховитим громовима цепати небо.

### Књига VIII
Зевс сазове богове у скупштину и забрани им свако учествовање у борби; затим се на својим колима одвезе на брдо Иду и оданде ујутро мотри битку досудивши Ахајцима пораз. Хера узалуд настоји приволети Посејдона да упркос забрани Зевсовој помогне Ахајцима, које су Тројанци већ потиснули све до њихових утврда. Ускоро ипак успе Агамемнону охрабрити Ахајце, и они одбију од себе Тројанце, од којих многе поубија својим стрелама јунак Теукар. Али премоћ Ахајаца потраје само кратко време јер их Тројанци стану поново потискивати. Тада се богиње Хера и Атена спреме да пођу у помоћ Ахајцима, али их Зевс опази и по Ириди им одмах поручи да то никако не чине. Кратко време након тога врати се на Олимп сам Зевс и оштро укори те две богиње, а Ахајцима запрети још већим поразима за сутрадан. Пред ноћ се борба заврши, и Хектор нареди Тројанцима да преноће на бојном пољу и да пале ватре, што они и учине.

### Књига IX
Агамемнон потајно сазове у веће ахајске вође те им открије своју намеру да се окане даљег ратовања и отплове натраг кући, али га од те срамотне одлуке одвраћају јунаци Диомед и Нестор. Након тога вође се поново скупљају у Агамемнонов шатор на вечеру те наставе већање. По Несторовом савету, одлучује Агамемнон да пошаље Ахилеју посланике не би ли се оканио срџбе и притекао у помоћ Ахајцима. Од Нестора изабрани посланици Феник, Одисеј и Теламонов син Ајант одлазе Ахилеју па га моле и наговарају обећавајући му да ће му Агамемнон дати и Брисеиду и друге сјајне дарове ако се престане љутити. Ахилеј прими посланике врло љубазно, али одлучно одбије њихову молбу и отклони Агамемнонове дарове, чак запрети да ће сутрадан отпловити својој кући у Фтију. Тада се Одисеј и Ајант врате у ахајски табор, а Феник, некадашњи васпитач Ахилејев, остаје код њега. Кад је Одисеј, вративши се необављена посла, известио Ахајце о поруци Ахилејевој, сви се страшно препадну, али их Диомед храбри и подстиче да буду чврсти и да наставе борбу.

### Књига X
Агамемнон не може од бриге спавати па заједно с братом Менелајем почне будити ахајске вође и обиђе с њима страже. Онда они одлучују да пошаљу некога као уходу у тројански табор. За тај се опасан подухват понуде добровољно јунаци Диомед и Одисеј. У исто време излази из тројанског табора неки Тројанац Долон, наведен Хекторовим обећањима, да уходи ахајску војску. Уходе ахајске састају се на путу с уходом тројанским; овај видећи смртну опасност стане да бежи, али га она двојица ухвате. Тада им Долон, од страха да га не би убили, прикаже тачан размештај тројанских чета и ода им место на којем се утаборио трачки краљ Резос, познат због својих прекрасних коња. Кад је све то изнео, убије кукавног издајника Диомед. Затим наставе њих двојица пут у тројански табор и, наишавши најпре на Трачане, убију краља Резоса и дванаест војника, а након тога, опоменути од Атене да се дуже не задржавају у непријатељском табору, одведу знамените Резосове коње у ахајски табор.

### Књига XI
Наоружавши се сјајним оружјем, Агамемнон изведе рано ујутро војску у бој, а исто тако изађе у бој Хектор и остали тројански вође. Агамемнон се бори необичном храброшћу и поубија мноштво тројанских јунака док напокон и сам рањен непријатељским копљем не остави бојиште. Тада се Хектор, који је пред налетом Агамемноновог беса узмакао све до градских бедема, врати у борбу и поново охрабри Тројанце. Одисеј, Ајант и Диомед храбро се боре и јуначки одбијају притисак Тројанаца, али ускоро Одисеј и Диомед буду рањени те се морају повући ка лађама; Одисеја том приликом једва избаве Менелај и Ајант да га не ухвате Тројанци. Парис, који је већ ранио Диомеда, рани Махаона и Еурипила. Нестор у својим колима одвози Махаона с бојишта; кад су пролазили поред Ахилејеве лађе, угледа их јунак, али не знајући ко се то с Нестором провезао пошаље друга Патрокла ка Нестору да види. Нестор замоли Патрокла нека наговори Ахилеја да помогне Ахајцима или барем нека сам навуче Ахилејево оружје те тако заплаши непријатеље. На повратку ка Ахилеју сретне Патрокло рањенога Еурипила па га одведе у његов шатор и ту га покуша излечити.

### Књига XII
Тројанци се приближе зиду који су Ахајци подигли за одбрану својих лада и покушају на колима прећи опкоп, који се налазио испред зида, да тако допру до самих лада и запале их. Видећи тежину тога подухвата, Тројанац Полидамант саветује својим друговима да сиђу с кола и да тако покушају провалити. Тројанци послушају Полидаманта, сиђу с кола те навале поделивши се на пет група. Тако се поново развије жестока борба. Тада се покаже Тројанцима неповољан знак: орао лети са змијом која га угризе па је он испусти и змија падне управо пред Тројанце. Тај знак протумачи Полидамант као несрећу за Тројанце, али Хектор побија његово тумачење и подстиче Тројанце да наставе бој. Ахајци огорчено бране своје утврде, а највише се истичу два Ајанта и Теукар. На тројанској се страни нарочито одликују јунаци Глаук и Сарпедон, којима напокон пође за руком да сруше претпрсје на зиду. Ахајци упркос томе наставе бој једнако храбро док Хектор големим каменом не пробије врата на зиду и тако својима отвори пут до лађа.

### Књига XIII
Тројанци прешавши зид стану немило сећи Ахајце који би тада били љуто страдали да бог Посејдон, жалећи Ахајце, не дође у помоћ те у лику врача Калханта подстакне оба Ајанта и друге јунаке да се одупру Тројанцима. Оба Ајанта уз помоћ још неких других јунака у средини бојног реда успеју одбити Хектора од лађа да их не запали. У наставку борбе, која постаје све жешћа, од свих се ахајских јунака највише одликује Идоменеј који са својим саборцем Мерионом убије неколико тројанских јунака, а друге рани. Тројанце који већ стадоше бежати охрабри опет Хектор, и то по наговору Полидамантовом те их поведе натраг у напад. Тако се обнови љута битка и обе војске у борбеном заносу почну дизати страшну и заглушујућу вику.

### Књига XIV
Преплашен виком, Нестор изађе из свога шатора у којем је дотада лечио рањенога Махаона да види шта се то на бојишту догађа. У сусрет му дођу рањени Агамемнон, Одисеј и Диомед, који су такође изашли да виде бој. Видећи како Тројанци напредују и потискују Ахајце, Агамемнон се ражалости и почне опет помишљати на бег од Троје. С том се његовом намером никако не слажу присутни јунаци Одисеј и Диомед тврдећи да се, напротив, ваља јуначки борити и подстицати војску да не клоне духом. Сада се у том тешком положају заузме за Ахајце Хера. Да би одвратила Зевсов поглед од бојишта и тако ослободила Ахајце од тројанске силе, Хера намами Зевса на гору Иду, где он у њеном наручју слатко заспи. У то време дође Ахајцима у помоћ Посејдон и охрабри их, тако да су новим снагама одлучно навалили. Међу њима нарочито се истиче син Теламонов Ајант, који големим каменом погоди Хектора те се Хектор онесвести од ударца и његови га другови изнесу из боја. Одсутност Хекторову искористе Ахајци те стану ослабљене Тројанце потискивати од лађа.

### Књига XV
Кад се Зевс пробудио, опази како Ахајци уз помоћ Посејдонову терају пред собом Тројанце. Љутит због тога он оштро прекори Херу и наложи јој да сместа дозове с Олимпа Ириду и Аполона. Хера оде на Олимп, где нађе све богове на окупу те пошаље Аполона и Ириду ка Зевсу на Иду. Чим су стигли, Зевс их смјеста пошаље на бојиште: Ириду да Посејдону јави нека се одмах уклони из боја и не помаже више Ахајцима, а Аполона да Хектора оздрави од његове ране те га поново охрабри да поведе Тројанце натраг у бој. Ирида и Аполон сместа изврше Зевсов налог те Хектор вођен Аполоном полети опет у бој и побије мноштво Ахајаца, а други се разбеже и узмакну натраг до лада. Опазивши крајњу опасност у којој се налазе Ахајци, Патрокло се од Еурипила враћа Ахилеју да га замоли нека сада и он притекне у помоћ. Међутим, Тројанци већ одлучују да запале лађе, али Теламонов син Ајант, наоружан големом кијачом, једини још од Ахајаца одбија непријатељску силу и убије дванаест Тројанаца који су се већ приближили с огњем да га баце на лађе.

### Књига XVI
Видећи тежак положај ахајске војске, Патрокло моли друга Ахилеја да га пусти у помоћ Ахајцима. Ахилеј му допусти да на челу Мирмидонаца пође у бој и даде му своје оружје, али му уједно препоручи да се сместа врати, чим одагна Тројанце од лађа. Тројанци, угледавши Патрокла у оружју Ахилејевом окруженог Мирмидонцима, помисле да је то главом Ахилеј и врло се преплаше. Патрокло са својом четом храбро навали и растера збуњене Тројанце те убије у сукобу након жестоке борбе ликијског вођу Сарпедона, сина Зевсова, а онда победоносно полети према граду и покуша се попети на бедеме, али га спречи сам бог Аполон. Исти тај бог почне наговарати Хектора да дочека Патрокла; Хектор послуша, а Патрокло убије Хекторовог саборца Кебриона и још неке јунаке. Напокон Аполон одузме Патроклу сву снагу и скине с њега оружје те га Еуфорб најпре тешко рани, а Хектор након тога убије.

### Књига XVII
Еуфорб покуша да скине оружје с леша Патроклова, али њега убије Менелај. Хектору ипак успе да скине то оружје, али и он узмакне кад се на вику Менелајеву појавио Теламонов син Ајант да заштити леш. Хектора због кукавичлука изгрди Глаук, те се Хектор у пратњи многих других јунака, наоружан Ахилејевим оружјем скинутим с Патрокла, враћа да отме тело Патроклово, које бране најбољи јунаци ахајски на челу с Менелајем. Сада се око мртвог Патрокловог тела заметне страшна борба, која потраје прилично дуго. Тројанци свом силом хоће да уграбе тело, а Ахајци не дају. За Патроклом не жале само људи него плачу и коњи Ахилејеви који су га у бој возили. Кад су већ Ахајци малаксали, пошаље Менелај на подстицај Ајантов Антилоха к Ахилеју, да му јави Патроклову смрт, а сам с Мерионом дигне Патрокла те га носе ка лађама јер их одострага бране оба Ајанта од непријатељског напада.

### Књига XVIII
Кад Ахилеј сазна за Патроклову смрт и отимање свога оружја, почне гласно јадиковати. Његова тужаљка допире у море до његове мајке Тетиде. Она, пуна брига и жалости, долази сину и кад чује шта се догодило, обећава му ново оружје које ће израдити Хефест. Успут га опомиње нека не улази у битку док му она не донесе ново оружје. Тетида тада одлази на Олимп да моли Хефеста, а Тројанци се заједно с Хектором жестоко боре да одвуку Патроклово мртво тело. По Херином налогу долази Ирида Ахилеју и подстиче га нека престраши Тројанце јер ће иначе одвући Патроклово тело у Троју. Ахилеј се показује при опкопу и завикне три пута снажним гласом. Преплашени Тројанци побегну, а Ахајци доносе Ахилеју мртвог Патрокла. Полидамант саветује Тројанце да се преко ноћи повуку у град, али га Хектор оштро прекорева те они остану на бојном пољу. Мирмидонци заједно с Ахилејем оплакују Патрокла. Хефест, дирнут Тетидином молбом, прихвата се посла и започне израђивати ново оружје. Најпре искује прекрасан штит, а затим блистави оклоп, красан шлем на којем је била златна перјаница, и назувке од калаја. Тада положи све пред Тетиду. Она полети са снежнога Олимпа носећи сину сјајно оружје.
Опис штита (стихови 478–608) у сва је времена побуђивао велико дивљење. Хомер је тај штит, и с обзиром на распоред грађе, облик и слике које запремају његову велику горњу површину, тако подробно и тачно описао да није било тешко каснијим и новим уметницима направити цртеже који се с његовим описом потпуно поклапају. Песник нам не приказује готов штит, него нам црта штит у његову постајању. Видимо божанскога уметника како приступа с клештима и чекићем своме наковњу и како под његовим финим ударцима излази слика за сликом, једна лепша од друге, те га при његовом послу не остављамо док није сав посао довршен. На крају је дело готово и ми му се дивимо као правом уметничком делу. Штит се састојао од пет слојева - пет округлих, мало елиптичних плоча неједнаке величине, али концентричних, положених једна на другој по величини тако да је највећа била најдоња, а најмања најгорња. Читава се видела само најгорња плоча, а од других видео се само широки обод. Разуме се да су украси били начињени на оним деловима плоча који су се видели. Најгорња плоча, која је у борби највише изложена ударцима, чинила је тзв. пупак на штиту, а била је од меди. Исто је тако била од меди и најдоња, која је давала штиту ослонац и чврстину. Друга и четврта плоча биле су од цинка, а средња од злата. Тиме се постигло и срећно ступњевање боја. Штит је окруживао руб који је морао бити врло чврст, па се зато и састојао од три слоја метала.

### Књига XIX
Ујутро рано донесе Тетида Ахилеју ново оружје и поново га подстакне да се измири с Агамемноном. Ахилеј тада сазове Ахајце у скупштину те им изјави да се више не љути на Агамемнона и да жели одмах поћи у бој да освети друга Патрокла. Агамемнон пак пред свим Ахајцима јавно призна своју грешку и понуди Ахилеју дарове које му је већ обећао по изасланицима Одисеју, Ајанту и Фенику. Али Ахилеј у том часу не мари много за дарове, него захтева да одмах крену у бој. Одисеј му једва успе доказати да то никако не може бити одмах јер је војска гладна те треба прво да руча. Тада Агамемнон наређује да се донесу обећани дарови, а Ахилеј их прими и отпреми у свој шатор где жене управо наричу за Патроклом. Осим дарова враћа Агамемнон Ахилеју и Брисеиду која, угледавши мртвог Патрокла, стане за њим нарицати заједно с Ахилејем. Војска сада руча, али Ахилеј неће да једе све док не освети Патрокла; да не би јунак одвише ослабио, крепи га богиња Атена. Навукавши ново оружје, попне се Ахилеј на своја бојна кола и тада му његов коњ Ксант људским гласом прорекне да ће за кратко време умрети.

### Књига XX
Кад су обе војске биле поређане за бој, Зевс, сазвавши скупштину богова, даје допуштење да сваки бог пође у помоћ којој војсци хоће да се на тај начин ослаби велика сила Ахилеја који би могао тога дана преко судбине освојити Троју. Богови тада почну с Олимпа силазити у бој и у славу њихова силажења небо грми и земља се тресе. Ахајцима иду у помоћ богови Хера, Атена, Посејдон, Хермес и Хефест, а Тројанцима Арес, Аполон, Артемида, Лета, Ксант и Афродита. Пре почетка битке Аполон охрабри Енеју да изађе Ахилеју на мејдан. У борби би Ахилеј био убио Енеју да га није избавио Посејдон, обавивши га густом маглом, јер је њему судбином одређено да једном влада Тројанцима. Тада Ахилеј стане убијати друге Тројанце те међу осталима падне од његове руке син Пријамов Полидор. Желећи да освети брата, сукоби се с Ахилејем Хектор, али би и њега Ахилеј убио да га није избавио Аполон. Онда почне Ахилеј немило убијати Тројанце, те се цело бојно поље напуни лешевима и оружјем.

### Књига XXI
Тројанци се пред разбеснелим Ахилејем нагну у дивљи бег: једни ударе према граду, а други према реци Ксанту (Скамандру) и од тих се велики број утопи у води. Ахилеј ипак улови дванаест живих Тројанаца и одреди их за посмртну жртву у част Патроклу, а сина Пријамова Ликаона и вођу Пеоњана Астеропеја убије. Бог реке Ксанта, разљутивши се на Ахилеја што гони Тројанце у његову воду и пуни је лешевима, опомене јунака да то више не чини. Ахилеј га послуша и изађе из воде, али се замало опет врати натраг. То силно разљути бога те он разлије воду да таласима захвати јунака. Ускоро порасте вода и у оближњем Симоенту па се Ахилеј нађе у великој опасности да га таласи прогутају. Тада се јунаку смилује бог Хефест, који својом ватром отера воденога бога и тако се Ахилеј спаси. Након тога стану се и други богови међу собом борити појединачно: Арес, Атена, Афродита; Хера и Артемида; Аполон и Посејдон; Хермес и Лета. Заситивши се борбе, врате се богови на Олимп, осим Аполона, који крене према граду. Ахилеј и даље прогони пољем Тројанце те се намери на Антенорова сина Агенора, којега би био убио да га не избави Аполон; онда се Аполон претвори у Агенора и стане бежати, а Ахилеј удари за њим (не знајући кога гони); ту прилику искористе Тројанци и повуку се у град, а Пријам тада нареди да се градска врата затворе.

### Књига XXII
Од свих Тројанаца једини Хектор дочека Ахилеја, који се враћа пошто је видео да онај кога је он гонио није био Тројанац Агенор, него Аполон. Отац и мајка Хекторова стоје на тројанским бедемима те довикују сину нека се и он заклони у град, али јунаку понос не допушта да се у том часу кукавно повуче. Тада се приближи Ахилеј, а Хектор, видевши Ахилеја из близине, силно се препадне и стаде бежати те Ахилеј појури за њим. Будући да је Хектору суђено да тога дана погине, претвори се Атена у његова брата Дејфоба и наговори га да престане бежати и сукоби се с Ахилејем. Тако се јунаци сукобе у одлучној борби у којој Атена својом присутношћу помаже Ахилеју, а Хектора заварава грозном варком. Напокон Ахилеј савлада и убије Хектора, који се храбро борио, скине му одору па га привеже за своја бојна кола тако да му је глава дотицала земљу, и тако га довуче кроз тројанску равницу ка лађама. Смрт свога јунака Хектора оплакују сви Тројанци, али највише од свих јаучу, гледајући с бедема, Хекторов отац, мајка и жена.

### Књига XXIII
Мирмидонци се заједно с Ахилејем окупе око одра Патроклова те опет стану нарицати за својим мртвим другом, а након тога их Ахилеј сјајно погости. У ноћи се Ахилеју укаже у сну душа Патроклова и затражи да га достојно покопа. Сутрадан довезу Ахајци на налог Агамемнонов силу дрва, начине ломачу и ставе на њу Патроклово тело. Ахилеј поред других жртава закоље дванаест Тројанаца и њихова тела баци на ломачу да изгоре заједно с Патроклом. Други дан саберу кости Патроклове и ставе их у жару, а начине и гроб. После тога приреди Ахилеј бојне игре у част Патроклу и даје да се из његовог шатора изнесу лепи дарови за све оне који буду учествовали у надметању. Такмиче се сами најбољи јунаци; за утркивање на колима добију дарове Диомед, Антилох, Менелај, Мерион, Еумел и Нестор; за борбу песницама Епеј и Еуријал; за рвање син Теламонов Ајант и Одисеј; за утркивање Одисеј и Ајант, син Ојлејев; за рвање оружјем Диомед и Теламонов син Ајант; за бацање диска Полипет; за стрељаштво Мерион и Теукар; за бацање копља Агамемнон и Мерион.

### Књига XXIV
Ахилеј након завршених бојних игара у част Патрокла још неколико дана жали за својим погинулим другом те свако јутро повлачи тело Хекторово око Патрокловога гроба. То нагрђивање јунаковог трупла коначно додија боговима и Зевс шаље Тетиду ка Ахилеју нека му каже његову (тј. Зевсову) вољу да мора предати Пријаму тело његовог сина Хектора. Истовремено шаље Зевс своју гласницу Ириду Пријаму да му јави нека понесе откупнину и пође Ахилеју да искупи Хекторово тело. Дванаестога дана после Хекторове смрти Пријам одлази предвече на колима пуним дарова с гласником Идејем у ахајски табор. Кад је изашао из града, дође му у сусрет бог Хермија те га проведе кроз ахајску војску, а да га нико није приметио. Дошавши неопажено у Ахилејев шатор, Пријам понизно замоли јунака да му преда Хекторово тело и да прими дарове. Ахилеј пожали старца, прими откупнину и даје му оно што је тражио; поврх тога још га и почасти и Пријам тек рано у зору крене натраг у Троју под водством Хермијиним возећи тело својега сина. Тројанци излазе у сусрет и горко тугују над својим првим јунаком; затим свечано изложе тело, над којим уз унајмљене нарикаче посебно дирљиве тужаљке изричу Андромаха, Хекаба и Хелена. Дванаестога дана спале јунаков леш на ломачи, а након тога је код Пријама приређена гозба у част и спомен Хектору.